# Вирівнювання
Вирі́внювання те́сту (англ. test equating) традиційно стосується статистичного процесу визначення порівнянних оцінок на різних формах іспиту. Його можливо здійснювати за допомогою класичної теорії тестування та теорії відгуку завдання.
У теорії відгуку завдання вирівнювання (англ. equating) — це процес перенесення оцінок із двох чи більше паралельних форм тесту на спільну шкалу оцінювання. Його результатом є можливість порівнювати оцінки з різних форм тесту напряму, або трактувати їх так, ніби вони походять з однієї форми тесту. Коли тести не паралельні, цей загальний процес називають «зв'язуванням» (англ. linking). Це процес вирівнювання одиниць і початку двох шкал, на яких оцінено здібності учнів за результатами різних тестів. Цей процес аналогічний вирівнюванню градусів за шкалами Фаренгейта та Цельсія шляхом перетворення вимірювань з однієї шкали до другої. Визначення порівнянних оцінок є побічним продуктом вирівнювання в результаті вирівнювання шкал, отриманих із результатів тестів.

## Мета
Припустімо, що Рома і Леся складають тест для отримання ліцензії на певну професію. Оскільки високі ставки (отримання права займатися цією професією в разі успішного складання тесту) можуть створити спокусу списування, організація, відповідальна за тест, створює дві форми. Якщо відомо, що Рома набрав 60 % за формою А, а Леся — 70 % за формою Б, чи можемо ми точно сказати, хто краще опанував матеріал? А що, як форма А складається з дуже складних завдань, а форма Б відносно легка? Для розв'язання саме цієї проблеми й виконують аналізи вирівнювання, щоб оцінки були максимально справедливими.

## Вирівнювання у теорії відгуку завдання

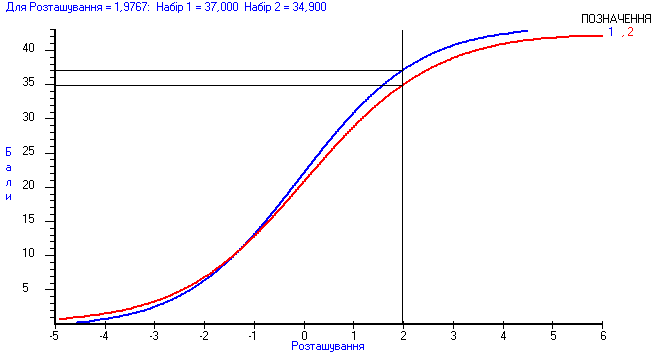
Рисунок 1: Характеристичні криві тестів, що показують взаємозв'язок між сумарним балом та розташуванням особи для двох різних тестів відносно спільної шкали. У цьому прикладі сумарний бал 37 за Оцінюванням 1 відповідає сумарному балу 34,9 за Оцінюванням 2, як показано вертикальною лінією.

У теорії відгуку завдання «розташування» (англ. "location") осіб (міри деякої якості, яку оцінює тест) оцінюють на інтервальній шкалі, тобто розташування оцінюють відносно одиниці вимірювання та точки відліку. У галузі освітнього оцінювання часто використовують тести для оцінювання різних груп учнів із метою встановлення спільної шкали шляхом вирівнювання точок відліку, а коли це доцільно, також й одиниць вимірювання, шкал, отриманих з даних відгуку різних тестів. Цей процес називають вирівнюванням або вирівнюванням тестів.
У теорії відгуку завдання розрізняють два види вирівнювання: горизонтальне та вертикальне. Вертикальне вирівнювання стосується процесу вирівнювання тестів, які проводять для груп учнів із різними здібностями, як-от учнів різних класів (років навчання). Горизонтальне вирівнювання стосується вирівнювання тестів, які проводять для груп зі схожими здібностями; наприклад, двох тестів, проведених для учнів такого же класу в два послідовні календарні роки. Різні тести використовують для запобігання ефекту тренування.
У термінах теорії відгуку завдання вирівнювання є лише особливим випадком загальнішого процесу шкалювання (англ. scaling), який застосовують при використанні понад одного тесту. Проте на практиці шкалювання часто втілюють окремо для різних тестів, а потім уже здійснюють послідовне вирівнювання шкал.
Зазвичай розрізняють два методи вирівнювання: за спільними особами (англ. common person equating) та за спільними завданнями (англ. common item equating). Вирівнювання за спільними особами передбачає проведення двох тестів для спільної групи осіб. Середнє значення й стандартне відхилення шкального розташування цієї групи на цих двох тестах вирівнюють за допомогою лінійного перетворення. Вирівнювання за спільними завданнями передбачає використання набору спільних завдань, який називають якірним тестом (англ. anchor test), вкладеним у два різні тести. Вирівнюють середнє значення розташувань спільних завдань.

## Класичні підходи до вирівнювання
У класичній теорії тестування вирівнювання за середнім значенням просто коригує розподіл оцінок так, щоб середнє значення однієї форми було порівнянним із середнім значенням іншої форми. Хоч вирівнювання за середнім значенням і привабливе своєю простотою, йому бракує гнучкості, зокрема врахування можливої відмінності стандартних відхилень цих форм.
Лінійне вирівнювання коригує так, щоби дві форми мали порівнянні середнє значення та стандартне відхилення. Існує декілька типів лінійного вирівнювання, які відрізняються припущеннями та математичними методами оцінювання параметрів. Методи спостережуваних оцінок (англ. Observed Score) Такера та Левіна оцінюють взаємозв'язок між спостережуваними оцінками двох форм, тоді як метод істинних оцінок (англ. True Score) Левіна оцінює взаємозв'язок між істинними оцінками двох форм.
Вирівнювання за еквіпроцентилями (англ. equipercentile) визначає взаємозв'язок вирівнювання як такий, за якого оцінка може мати еквівалентний процентиль на кожній з форм. Цей взаємозв'язок може бути нелінійним.
На відміну від теорії відгуку завдання, вирівнювання на основі класичної теорії тестування певною мірою відрізняється від шкалювання. Вирівнювання є перетворенням сирих даних до сирих даних у тому сенсі, що воно оцінює сиру оцінку за Формою Б, еквівалентну кожній сирій оцінці за базовою Формою А. Будь-яке перетворення шкалювання, що використовується, потім застосовується поверх або разом із вирівнюванням.